# Aux fruits de la passion
 (avril 2024).
Si vous disposez d'ouvrages ou d'articles de référence ou si vous connaissez des sites web de qualité traitant du thème abordé ici, merci de compléter l'article en donnant les références utiles à sa vérifiabilité et en les liant à la section « Notes et références ».
Aux fruits de la passion est un roman policier de Daniel Pennac paru en 1999. Il s'agit du sixième tome de la Saga Malaussène.

## Résumé
(novembre 2020).
- Si vous ne connaissez pas le sujet, laissez ce bandeau (vous pouvez alors contacter les auteurs).
- Si vous supprimez le contenu mis en cause (vous pouvez préalablement contacter les auteurs),

argumentez précisément cette suppression dans la page de discussion
(un manque de référence n'est pas un argument ; une recherche réelle de référence doit avoir été effectuée, être formellement documentée).
Thérèse, la sœur de Benjamin Malaussène est amoureuse. Un conteur selon le petit frère. Lors du repas de présentation, il s’avère que Marie-Colbert de Roberval est en fait conseiller référendaire de première classe à la Cour des comptes. Le lendemain de la présentation à la petite famille, Benjamin et Marie-Colbert de Roberval, se retrouvent au bar du Crillon. Là, Roberval déclare qu’il va se marier avec Thérèse, qu’elle avait vu dans les cartes qu’il avait perdu son frère Charles-Henri, qui s’était suicidé récemment, ce qui l’avait époustouflé. Enfin, il propose à Benjamin de donner des cours de bouc émissaire à l’École, l’ENA, et que lui et sa famille n’assistent pas au mariage. Évidemment, les craintes exprimées par Benjamin quant aux plans suspects du politicard ne plaisent pas à Thérèse. Elle campe sur ses position et sa volonté d’épouser Roberval contre l’avis de son frère. Benjamin trouve cependant une alliée en Julie, sa compagne, qui veut mener l’enquête sur le personnage. Toute sa famille, depuis Louis XIV a été composée de financiers douteux, de complotistes peu scrupuleux, mais lui, Roberval se révèle être blanc comme neige. Bien évidemment, les amis de Benjamin sont invités à la cérémonie qui aura lieu à Saint-Sulpice devant les caméras. Afin de convaincre sa sœur, Benjamin demande à leur amie commune Rachida de lire l’avenir pour Thérèse. Mais l’argument astral ne fonctionne pas non plus… S’étant fait une raison que sa sœur se marierait quoi qu’il arrive, que son beau-frère se ferait assassiner et que lui, Benjamin Malaussène, bouc émissaire professionnel, serait accusé du meurtre, il se prépare à passer le restant de ses jours derrière les barreaux. Arrive le jour du mariage, retranscrit à la télévision. Cortège des « humbles multiculturels », ambulance en guise de voiture des mariés, et voyage à Zurich pour les noces. Après avoir vu le mariage à la télé, Benjamin se couche dans le lit de Thérèse le dimanche soir. Réveillé le lundi matin à 10 h 30 par sa sœur qui veut récupérer son lit. Alors qu’il sort promener Julius le chien, celui-ci est victime d’une crise d’épilepsie juste avant que la caravane de Thérèse explose. Le feu est si intense qu’il se propage aux véhicules alentour. Le corps calciné de Thérèse a été projeté loin de la caravane alors qu’elle était venue éteindre Yemanja, ayant perdu son don avec sa virginité. Le corps est transféré au Père-Lachaise où la crémation est achevée. Benjamin est rejoint par Silistri qui est chargé de l’affaire, et il lui apprend que le mari Roberval a lui aussi été assassiné, jeté du quatrième étage de ses appartements. Lorsque Balard et Fromonteux, des établissements Letrou, apportent l’urne contenant les cendres de Thérèse, il s’avère que cette dernière est en fait profondément endormie dans son lit… Titus et Siistri sont les deux agents de police chargés de l’affaire. Ils sont supervisés par le substitut Jual, représentant du parquet. Mais c’est Thérèse qui est suspectée, pas Benjamin, car elle a été vue sur les lieux du meurtre de son époux. Lorsqu'une armada de policiers reviennent au domicile de Thérèse, en compagnie de celle-ci, c’est pour procéder à une perquisition des lieux. Benjamin reçoit de Titus un mot sur un bout de papier, habilement transmis : Gervaise, de l’établissement « Les fruits de la passion ». Il semblerait qu’elle sache quelque chose. Gervaise informe tout le monde que la personne qui est dans la confidence de Thérèse est l’oncle Théo. Lorsque Benjamin arrive chez lui, il sort de 48 heures d’ébats avec Hervé. Il ignore que la caravane de Thérèse est partie en fumée avec une femme d’identité inconnue dedans, et que Thérèse est en garde à vue en attendant de passer devant le juge d'instruction. De retour à la quincaillerie familiale, il attend péniblement que l’amant de Thérèse téléphone ou franchisse la porte. Mais c’est la petite Leila, dernière de la famille Ben Tayeb, qui vient cherchez Benjamin pour l’emmener dans la cave du Koutoubia, où Hadouch à une surprise pour lui. Cette surprise, c’est Zhao Bang. Après une nuit de torture, les amis de Benjamin lui ont fait cracher le morceau. Il a déposé une bombe dans la caravane pour la faire sauter, et Thérèse avec, mais c’est sa femme seule qui a péri dans l’explosion de la bombe. C’est aussi lui qui a pendu Charles-Henri Roberval. Après avoir tout avoué devant Benjamin, il est remis entre les mains des deux inspecteurs chargés de l’enquête, et Benjamin apprend que l’alibi de Thérèse s’est livré à la police. Il rentre donc au bercail où Thérèse l’attend pour raconter toute l’histoire. Après être repassée par sa caravane pour éteindre Yemanja, elle s’est rendue chez Marie-Colbert dans l’intention de faire l’amour avec lui et de rattraper le coup. Mais, il la reçoit froidement et lui annonce qu’il va épouser sa veuve de belle-sœur. Après cet épisode offensant, Thérèse s’est réfugiée chez Théo. Et avec Hervé, ils ont passé une nuit mouvementée par l’amour. Tant et si bien que les voisins venus porter plainte ont fourni un alibi à Thérèse quant au décès de son jeune mari.
Neuf mois plus tard naît la petite Maracuja (fruit de la passion au Brésil), fille d’Hervé et de Théo. C’est alors que Semelle dévoile qu’il était présent lorsque Marie-Colbert est tombé du parapet. Il était désespéré de savoir Thérèse perdre son don de voyance avec sa virginité, car grâce à elle, il gagnait régulièrement de l’argent au courses. Il était donc venu demander au jeune marié une compensation financière de cette perte. L’autre avait tellement ri de cette requête, qu’il trouvait ridicule, qu’il en était tombé à la renverse. Semelle avait tenté de le rattraper, mais seules ses chaussures en peau de crocodile lui étaient restées dans les mains.